# Litochila flavipes
Litochila flavipes là một loài tò vò trong họ Ichneumonidae.